# Real Audiencia de Panamá

Escudo de la Ciudad de Panamá.

Reales Audiencias del Virreinato del Perú, hacia 1650: 1) Real Audiencia de Panamá 2) Real Audiencia de Santa Fe de Bogotá 3) Real Audiencia de Quito 4) Real Audiencia de Lima 5) Real Audiencia de Charcas 6) Real Audiencia de Chile.

La Real Audiencia de Panamá o bien Audiencia y Cancillería Real de Panamá en Tierrafirme fue un tribunal de apelaciones de la Corona española creado mediante real cédula del 26 de febrero de 1538 por el emperador Carlos V y suprimido definitivamente en 1752.
Fue la tercera audiencia instalada en América desde principios de 1539 y en su territorio jurisdiccional inicial se incluían las provincias de Tierra Firme —Veragua Real, el ducado homónimo, Castilla de Oro y Nueva Andalucía con las gobernaciones de Cartagena y de Santa Marta— y todos los territorios que comprenden desde el estrecho de Magallanes en el Cono Sur hasta el golfo de Fonseca de Centroamérica, abarcando las provincias del Río de la Plata, del Tucumán, de Chile, del Perú, de Quito, de Nueva Granada y de Nicaragua.
Dicha jurisdicción estuvo vigente hasta 1543, año en que fuera instalada definitivamente la Real Audiencia de Lima, creada por real cédula de 1542, que suplantó a la de Panamá sobre la mayor parte de América del Sur, hasta que en 1564 se nombraran al primer presidente-gobernador de la Real Audiencia de Bogotá, creada por el emperador en 1549 e instalada y dirigida por oidores desde 1550, y al primer presidente-gobernador de la Real Audiencia de Quito, creada por el monarca español en 1563.

## Primera instalación

### Con jurisdicción en Centro y Sudamérica española
La real cédula del 26 de febrero de 1538 expresaba que su territorio jurisdiccional era:

... de la provincia de Tierra Firme llamada Castilla del Oro y provincias del rio de la Plata, y el estrecho de Magallanes a Nueva Toledo y Nueva Castilla llamada Perú, e rrio de San Juan Nicaragua e Cartagena, e Ducado de Carabaro y otras qualesquier yslas e provincias ansi por la mar del sur como por la mar del norte.

Su instalación tuvo lugar a principios de 1539 en la ciudad de Panamá, al llegar los oidores Francisco Pérez de Robles, Lorenzo Pérez de la Serna, Pedro de Villalobos y el licenciado Alonso de Montenegro.
Una real cédula del 23 de mayo de 1539, separó la provincia de Nicaragua de la jurisdicción de la Real Audiencia de Santo Domingo, y la agregó a la jurisdicción de la Real Audiencia de Panamá.

Rodrigo de contreras nuestro governador de la prouincia de nicaragua... en lo que dezis sobre a qual de las abdiencias de la nueva españa o la española obedeçera esa governaçion, porque como avreis sabido hemos mandado proveer de otra nuestra abdiencia en la çibdad de panama y por vna prouisyon mandamos quesa prouincia obedeçiese a la dicha abdiencia de panama proveereis que asy se haga y que en todo se cumpla y execute lo que por la dicha nuestra abdiencia fuere mandado conforme a la dicha nuestra provision.

### Suprimida y anexada sucesivamente a los virreinatos de Nueva España y del Perú
Su presidente fue Francisco Pérez de Robles, quien reemplazó al gobernador Pedro Vázquez de Acuña en las funciones de gobierno colonial y la administró hasta 1543, ya que el 20 de noviembre de 1542 se creó la Real Audiencia de los Confines de Guatemala y Nicaragua y se ordenó la extinción de la Real Audiencia de Panamá:

...porque de aquí adelante no ha de haber Abdiencia en Panamá. Otrossí mandamos que se ponga una Abdiencia rreal en los confines de Guatimala y Nicaragua.

Durante la existencia de la Real Audiencia de Panamá se realizaron diversas expediciones con fines exploratorios y de descubrimiento de nuevos territorios. Sin embargo, la administración de Pérez de Robles fue caracterizada por su corrupción, lo que ocasionaba situaciones desastrosas que eventualmente condujeron a su juzgamiento y destitución.
El mando fue asumido por Pedro Ramírez de Quiñones, quien fungió como juez residenciario en el proceso contra Pérez de Robles. Recibió el título de alcalde mayor de Panamá y Nombre de Dios, bajo la autoridad de la Real Audiencia de los Confines y en lo político de la Capitanía General de Guatemala que era una entidad autónoma del Virreinato de Nueva España.
En la real cédula del 2 de mayo de 1550, el rey estableció: «Ordenamos, que la Provincia de Tierra Firme, llamada Castilla del Oro, sea de las Provincias del Perú, y no de las de Nueva España».
El licenciado Juan Ruiz de Monjaraz, gobernador de Tierra Firme, se trasladó en 1556 al interior para inducir a los indígenas a vivir congregados en pueblos, tarea en la cual le prestó ayuda el fraile dominico Pedro de Santa María.
Con ese fin se fundó la población de Santiago de Olá, a dos leguas de Natá cuyos vecinos propusieron por ese tiempo a Luis Colón conquistar y poblar el «Ducado de Veragua», oferta que el duque acogió favorablemente.
Pero por un arreglo arbitral que celebró con la Corona española, convino en ceder los derechos que tenía sobre el territorio a cambio de una renta perpetua. De este modo dicho ducado fue incorporado a la provincia de Tierra Firme en 1557.

## Segunda instalación

### Con jurisdicción desde Nicaragua al Chocó
El 8 de septiembre de 1563 el monarca español dictó una real cédula que volvió a ordenar el traslado de la audiencia a Panamá, cerrando la de Guatemala, cuya gobernación fue agregada a la Real Audiencia de México. Las labores de traslado estuvieron a cargo del licenciado Lope García de Castro.
Finalmente, se reinstaló dicha real audiencia el 15 de mayo de 1565, para lo cual se nombró como presidente provisional de la misma al doctor Manuel Barrios de San Millán, hasta la llegada del titular, el licenciado Alonso Arias de Maldonado.
La jurisdicción de la Real Audiencia de Panamá comprendía desde el puerto de Buenaventura —en la actual Colombia— hasta el golfo de Fonseca (en la actual Nicaragua).

Por quanto Nos, entendiendo que ansí cumple a nuestro servicio, havemos acordado de mandar que se mude y pase la Audiencia Real que reside en la ciudad de Santiago, de la provincia de Guatemala, a la ciudad de Panamá, que es en la provincia de Tierra-Firme, y havemos mandado que el nuestro Presidente y oydores de la dicha Audiencia vayan luego a residir y residan en la dicha ciudad de Panamá, y usen y exerzan en la Audiencia Real della los dichos sus oficios, en los límites que por Nos les serán señalados; y los que es nuestra voluntad que la dicha Audiencia tenga, son los siguientes: — El Nombre de Dios y su tierra, y la ciudad de Nata y la suya, y la governacion de Veragua; y por la mar del Sur, la costa arriba hacia el Perú, hasta el puerto de la Buena Ventura, exclusive, y la costa abaxo hacia Nicaragua, hasta la bahía de 
Fonseca, exclusive; y la tierra adentro, toda la provincia de Nicaragua y de Honduras, hasta el lugar de Xeréz de la Frontera inclusive, y por la mar del Norte hasta el río de la Ula exclusive; por manera que se ha de hechar una raya de la bahia de Fonseca hasta el rio de Ula, y de esta raya hacia Panamá ha de ser distrito de la dicha Audienda de Panamá, ansí por la tierra como por las costas del Sur y del Norte; y dende la dicha raya hacia la Nueva España, incluyendo la villa de Gracias a Dios y Sant Gil de Buena vista, de la provincia de Honduras, ha de ser dístricto del Audiencia Real de la dicha Nueva España, ansí la tierra adentro como las costas del mar del Sur y del Norte; y desde la dicha ciudad del Nombre de Dios, por la costa hacia Cartagena, ha de tener ansí mismo por districto la dicha Audiencia de Panamá, hasta el rio de Daríen, exclusive...

### Con jurisdicción en Veraguas hasta Darién
Tras peticiones del regidor Francisco del Valle Marroquín y del fray dominico Bartolomé de las Casas, el soberano Felipe II de España emitió la real provisión del 28 de junio de 1568, ordenando el restablecimiento de la audiencia guatemalteca, que asumió la jurisdicción de los territorios ubicados entre las actuales Chiapas y Costa Rica, afectando la jurisdicción de la audiencia panameña.

Sepades que para la buena governacion dessas dichas tierras y administración de nuestra Justicia en ellas, havemos acordado de tornar a probeer de nuestra Audiencia y Chancillería Real que resida en esa provincia de Guatimala en la ciudad de Santiago della...

Este mandato se cumplió recién cuando el nuevo capitán general guatemalteco ingresara a la ciudad de Guatemala con sus oidores el 5 de enero de 1570. Como presidente, abrió oficialmente la Real Audiencia de Guatemala el 3 de marzo del mismo año.

### Subordinado al Virreinato del Perú
Madrid 6 de Febrero de 1571
El Rey
Presidente y oidores de la nuestra Audiencia Real, que reside en la ciudad de Panamá de la provincia de Tierrafirme
Nos se ha hecho relación de la necesidad que hay para que el Govierno de esa provincia esté muy de conjunto y dependiente del nuestro Visorrey de las provincias del Perú, es muy notorio, por ser esa tierra la puerta y entrada de aquélla, y que especialmente la administración de justicia y execución della en las dichas provincias del Perú padecería entre tanto que el dicho Govierno de esa tierra no esté unido ni incorporado con el de aquellas provincias, y lo mismo en quanto toca al buen recaudo, y correspondencia, y aprovechamiento de nuestra Real Hacienda; y me ha sido suplicado lo mandase proveer 
y remediar, como conviniese, ó como la mi merced fuese.
Por ende yo vos mando que cada y quando el nuestro Visorrey, que es ó fuere de las dichas provincias del Perú, proveyere como tal Visorrey en las cosas de govierno, guerra y administración de nuestra Real Hacienda algunas cédulas ó despachos para esa provincia, las guardéis y haréis guardar y cumplir en todo y por todo, según y como en ellos se declarare, sin que en ello haya remisión alguna, por quanto mi voluntad es que aquello se guarde y cumpla.
Yo el Rey.

Por una real cédula del 19 de julio de 1614, Felipe III de España ordenó "Que el Presidente de Panamá obedezca al Virrey del Perú, y tenga con él ordinaria comunicación, y le esté subordinado en gobierno, guerra y hacienda."
La Recopilación de Leyes de Indias del 18 de mayo de 1680, en Ley IV (Audiencia y Chancilleria Real de Panamá en Tierrafirme) del Título XV (De las Audiencias y Chancillerias Reales de las Indias) del Libro II, recoge los límites y los funcionarios de esta Audiencia: 

En la Ciudad de Panamá, de el Reyno de Tierrafirme, resida otra nuestra Audiencia y Chancilleria Real, con vn Presidente, Governador y Capitan General: quatro Oidores, que también sean Alcaldes de el Crimen: vn Fiscal: vn Alguazil mayor: vn Teniente de Gran Chanciller: y los demás Ministros y Oficiales necessarios: y tenga por distrito la Provincia de Castilla del Oro, hasta Portobelo y su tierra: la Ciudad de Nata y su tierra: la Governacion de Veragua: y por el Mar del Sur, ázia el Perú, hasta el Puerto de la Buenaventura, exclusivé: y desde Portobelo, ázia Cartagena, hasta el rio de Darien, exclusivé, con el Golfo de Vrabá y Tierrafirme, partiendo terminos por el Levante y Mediodia con las Audiencias de el Nuevo Reyno de Granada, y San Francisco del Quito: por el Poniénte cõ la de Santiago de Guatemala: y por el Septentrion y Mediodia cõ los dos Mares del Norte y Sur. Y mandamos, ‘q el Governador y Capitan General de dichas Provincias y Presidente de la Real Audiencia de ellas, tenga, vse y exerça por si solo el govierno de la dicha Provincia de Tierrafirme, y de todo el distrito de la Real Audiencia, assi como le tienen los Virreyes de las Provincias del Perú, y Nueva España, y provea y despache solo todas las cosas y negocios, que se ofrecieren, tocantes al govierno, y los Oidores no se entrometan en lo que á esto tocare, ni el dicho Presidente en las que fueren de justicia, y firme con los Oidores lo que proveyeren, sentenciaren y despacharen. Otrosi mandamos, que quando nuestros Virreyes del Perú proveyeren, como tales, algunas cosas en materias de govierno, guerra y administración de nuestra Real hazienda, y dieren algunos despachos sobre esto para el Presidente y Oidores de nuestra Real Audiencia de Panamá, los guarden, y hagã guardar y cumplir en todo y por todo, según y como en ellos se ordenare, sin remission alguna.

### Suprimida y anexada al virreinato de nueva granada
Nuevamente fue suprimida por real orden del 27 de mayo de 1717 al crearse el nuevo Virreinato de Nueva Granada:

... he resuelto por mi real decreto de 29 de abril de este presente año que se establezca y ponga Virrey en la Audiencia que reside en la ciudad de Santafé, nuevo reino de Granada, y sea gobernador y capitán general y presidente de ella... y he mandado también al expresado don Antonio de la Pedrosa y Guerrero que pase á la ciudad de San Francisco de Quito, y extinga y suprima la Audiencia que reside en ella, y pasando asimismo á la ciudad de Panamá, extinga y suprima también la Audiencia que allí hay, en inteligencia de que el territorio y jurisdicción comprendido en ella, desde luégo agregó al Virrey, Audiencia y tribunal de cuentas de Lima, (...) Fecha en Segovia á 27 de mayo de 1717.- Yo el Rey.

## Tercera instalación

### Subordinada al Virreinato del Perú
En dicha fecha el presidente panameño José Hurtado y Amézaga tras fallecer en 1718, su cargo, vacante, quedó bajo la autoridad directa del Virreinato del Perú y la Real Audiencia de Lima, lo que ocasionó problemas internos y una situación de desgobierno. 
A instancias del Cabildo eclesiástico de Panamá, mediante real cédula de 21 de julio de 1722 mandó la Corona restablecer la audiencia de Panamá, considerando las dificultades que para el buen gobierno originaba la distancia entre la colonia y las autoridades del Perú, de las cuales dependía.
La audiencia quedó restablecida con los límites anteriores y tal como había existido en la época de su primera erección: con un presidente, cuatro oidores y un fiscal. Con la investidura de presidente de la audiencia y el cargo además de comandante general de Tierra Firme, Jerónimo Badillo ejerció el mando hasta finales del siguiente año, en que murió. Al mismo tiempo, el 5 de noviembre de 1723, fue suprimido el Virreinato de Nueva Granada, que pasaría nuevamente a la jurisdicción del virreinato peruano.

### Subordinación al Virreinato de Nueva Granada
El 20 de agosto de 1739 fue restablecido el virreinato neogranadino, incluyendo el distrito de Panamá:

... Provs. que he resuelto agregar a ese Virreinato, que son las... Provincias de Panamá, Portovelo, Veragua y el Darién con todas las ciudades, villas y lugares, y los puertos, bahías, surgideros, caletas, y demás pertenicientes a ellas en uno y otro mar y tierra firme... que subsistan las Audiencias de Quito y Panamá como están; pero con las misma subordinación y dependencia del Virrey, que tenían las demás subordinadas en los Virreinatos del Perú y Nueva España en orden a sus respectivas Virreyes y que los recursos en lo contencioso de todo el referido territorio permanezcan como eran y vayan a sus respectivas Audiencias. Que haya de haber tres comandantes Generales para todos estos distritos, los cuales siendo súbditos del Virrey, como los demás, han de tener superioridad respecto de otros: y éstos han de ser el Gobernador, Presidente de Panamá, comandante del de Portovelo, Darién, Veragua y Guayaquil.

### Definitivamente suprimida y anexada al virreinato neogranadino
Debido a problemas económicos en Tierra Firme el 20 de junio de 1751 la Corona ordenó la extinción definitiva de la Real Audiencia de Panamá, pasando su jurisdicción a la de Lima. Se creó en Panamá un gobierno militar dependiente del Virreinato de Nueva Granada, la comandancia general de Tierra Firme, con la misma extensión que tenía la audiencia panameña, es decir, las provincias de Panamá, Darién, Veraguas y Portobelo. 

... que se gobiernen estas Provincias por medio de un Gobernador militar y un Theniente de Rey, con un asesor Letrado Auditor de la Gente de Guerra.

El 19 de julio de 1751 otra real cédula ordenó pasar la jurisdicción del territorio a la Real Audiencia de Santafé de Bogotá.